# Edgar Springs
Edgar Springs – miasto w Stanach Zjednoczonych, w stanie Missouri, w hrabstwie Phelps.